# Muharjenje
Muharjenje je način ribolova, pri katerem ribič - muhar poskuša ujeti ribo na posnetek žuželke. Muharjenje je verjetno prvi znani način ribolova. Danes človek ne lovi več iz potrebe po hrani. Lovi iz radovednosti in zaradi preživljanja prostega časa v naravi.
Tehnika muharjenja se je skozi stoletja zelo spremenila. Namesto lesenih se uporabljajo palice iz kakovostnih umetnih materialov. Tudi vrvice niso več živalskega izvora, temveč so prav tako iz umetnih materialov, saj so ti neprimerno bolj obstojni in enostavnejši za vzdrževanje.
Danes se pri muharjenju uporabljajo posebna kolesca, ki jih včasih niso poznali. Umetne muhe pa so verjetno tisti del muharske opreme, ki je še precej ohranil stik s prvotnim, vsaj v osnovi, saj je prav vezava umetnih muh tista, kjer lahko muhar pokaže vso svojo kreativnost, znanje in ročne spretnosti. Zato je vezanje umetnih muh posebno poglavje muharske veščine, ki se venomer razvija in napreduje, pravzaprav se to dogaja z vsakim novim vezalcem. Vsaka umetna muha je namreč unikat, nobena ni enaka drugi in prav zato je vezanje tako zanimivo in vznemirljivo početje.

## Povezave
- www.ribiskekarte.si - Ribolovni revirji, režimi ter ribolovne dovolilnice za muharjenje v Sloveniji
- flyfish-slovenia.com  Muharjenje v Slo - forum, novice, članki, ...
- Muharjenje Luštrik - Članki o muharjenju, forum, muhovezje, slike ...